# Gwilym Jones
Pour les articles homonymes, voir Jones.
Gwilym Haydn Jones (né le 20 septembre 1947) est un homme politique du parti conservateur britannique qui est sous-secrétaire d'État au bureau gallois de 1994 à 1997.

## Biographie
Gwilym Jones est né à Chiswick, Londres, le 20 septembre 1947 et déménage à Cardiff en 1960. Il travaille comme Courtier d'assurances . Quand il a 21 ans, il est élu au conseil municipal de Cardiff, et on pense qu'il est le plus jeune membre de l'histoire. Il devient chef adjoint et chef par intérim du groupe conservateur au conseil.
Aux élections générales de 1983, il est élu député de Cardiff-Nord. Il conserve son siège jusqu'à l'élection de 1997, quand est battu par Julie Morgan (en) du Labour . Entre 1994 et 1997, il est sous-secrétaire d'État au bureau gallois.
Jones est actif dans la franc-maçonnerie ,. Sa fille, Fay, est élue en 2019 comme députée de Brecon et Radnorshire après avoir battu Jane Dodds, titulaire du poste libéral démocrate  qui est à la tête des Libéraux-démocrates gallois depuis 2017.